# 旁遮普大学
旁遮普大学是设在巴基斯坦拉合尔的一所寄宿制大学。附设若干校外学院。原属印度，创办于1882年，接管了当时附属于加尔各答大学的某些学院。

## 外部連結
- 旁遮普大学 （页面存档备份，存于）